# Bistum Jérémie
Das Bistum Jérémie (lat.: Dioecesis Ieremiopolitanus) ist eine in Haiti gelegene römisch-katholische Diözese mit Sitz in Jérémie.

## Geschichte
Das Bistum Jérémie wurde am 20. April 1972 durch Papst Paul VI. aus Gebietsabtretungen des Bistums Les Cayes gegründet und unterstellte es dem Erzbistum Port-au-Prince als Suffraganbistum.

## Bischöfe von Jérémie
- Charles-Edouard Peters SMM (20. April 1972 bis 4. Juli 1975, gestorben)
- Willy Romélus (26. April 1977 bis 6. August 2009, emeritiert)
- Joseph Gontrand Décoste SJ (seit 6. August 2009)